# Occultismo (film)
Occultismo è un film muto italiano del 1914 diretto da Gian Orlando Vassallo.